# ایالات متحده آمریکا در المپیک تابستانی ۱۹۷۶
ایالات متحده آمریکا در بازی‌های المپیک تابستانی ۱۹۷۶ که در مونترال کانادا برگزار شد، با ۳۹۶ ورزشکار (۲۷۸ مرد، ۱۱۸ زن) در ۱۹ رشته ورزشی شرکت نمود و موفق به کسب ۹۴ مدال (۳۴ طلا، ۳۵ نقره، ۲۵ برنز) شد که در رتبه ۳ مسابقات قرار گرفت.